# Fritz Schaper (Politiker)
Fritz Schaper (* 14. Oktober 1890 in Holzminden; † 27. Mai 1966 in Coburg) war ein bayerischer Politiker der KPD und antifaschistischer Widerstandskämpfer.

## Leben
Schaper arbeitete zunächst in verschiedenen Berufen, bis er als Glasarbeiter in Tettau für längere Zeit eine Anstellung fand. Nach dem Ersten Weltkrieg wurde er Mitglied der USPD, die sich 1920 mit der KPD zur VKPD zusammenschloss.
Ab 1928 war Schaper KPD-Parteisekretär in Hof und Mitglied der nordbayerischen Bezirksleitung der KPD. Von 1928 bis 1933 war er Abgeordneter des Bayerischen Landtags. 1931 nahm er an einem Lehrgang an der KPD-Reichsparteischule in Fichtenau teil.
Nach der Machtübernahme durch die Nationalsozialisten setzte er seine Tätigkeit für die KPD fort und leistete Widerstand gegen den Nationalsozialismus. 1934 wurde er von der Gestapo verhaftet und bis 1939 in Schutzhaft genommen. Im KZ Dachau wurde er schwer misshandelt.
Nach der Befreiung des Konzentrationslagers Dachau 1945 wurde er wieder politisch aktiv in Bayern. Von 1947 bis 1949 war er hauptamtlich für den Bayerischen Gewerkschaftsbund in Kronach tätig und 1950 als Angestellter des Deutschen Gewerkschaftsbunds in Bayreuth.
Von 1950 bis 1954 war er wie vor 1933 hauptamtlicher Funktionär der KPD-Landesleitung Bayern und ab dem 1. August 1954 dann bei der KPD-Landesleitung in Rheinland-Pfalz.
Ab 1955 lebte er als Rentner in Tettau.